# Ево зоре, ево дана
Ево зоре, ево дана (негде се може чути као Јуре и Бобан или Јуре зове Бобан виче) је хрватска усташка војна песма која велича усташке осуђене ратне злочинце, усташке логоре и србофобију. Написан је у част Црне легије након битке за Купрес у лето 1942. године. Ова усташка песма је тачно пола века доцније препевана у част Хрватске војске која ће (с Муслиманима) победити у другој бици за Купрес 1994. године.
Црна легија се у тој бици борила против партизанских пролетерских бригада, које су током похода на Босанску крајину, извршиле напад на Купрес. Име алудира на време између зоре и обданице када је Црна легија изненадила и четнике и партизане противнападом тако да су се устаничке снаге повукле. Иако није тачно потврђено ко је аутор, спекулише се да је то написао усташа из Херцеговине. Други извори наводе да су њени аутори били мала група усташких војника Јуре Францетића и Рафаела Бобана који су препевали песму Ој крупешко Равно пољче, која такође говори о усташком успеху у Купрешкој бици.

## У популарној култури
У ТВ емисији Ноћна мора Жељка Малнара Сеад Хасановић, звани „Брацо Циган”, изводи ову песму у програму уживо.
Године 2020. црногорски спортски коментатор Милутин Гргур прославио је победнички гол фудбалске репрезентације Црне Горе у Лиги нација против Луксембурга реченицом: „Ево зоре, ево дана, ево Бећа капетана”. То је изазвало скандал, јер су се Црногорци највећим делом борили у Купрешкој бици против усташа, а Гргур је користио усташки поклич за црногорску репрезентацију.
Крајем априла 2021. г., ова песма се изводила у публици приликом једне рунде Светског рели шампионата (ВРЦ) који је вожен у Хрватској. Близу родне куће Јосипа Броза у Кумровцу, покрај тркачке стазе, окупљена публика је једногласно певала ову усташку песму која позива на истребљење Срба. Те године Хрватска је добила ексклузивно право на једну рунду ВРЦ шампионата што је чини првом државом из бивше СФРЈ која је добила ту част да угости највеће рели и једно од највећих такмичења четвероточкаша на свету. „Из полиције кажу да нису добили никакву дојаву и да нису интервенисали.”

## Верзије текста песме
Ој Купрешко равно пољче,

Што позоба Црногорце,

Од тисућу и педесет,

Вратило се само десет,

Од тих десет крај Присоја,

Дочекала црна бојна,

А тих десет муку муче,

И по њима шарац туче.
У оригиналној песми има више од 40 стихова, али обично се пева само седам или осам.
Седам или осам најчешће познатих стихова су:
Ево зоре, ево дана,

Ево Јуре и Бобана.

Ево зоре, ево тића,

Ево Јуре Францетића.

На врх горе Романије,

Усташки се барјак вије.

На барјаку ситно пише,

Одметника нема више.

Јуре гази Дрину воду,

И бори се за слободу.

Он се бори за слободу,

Хрватскоме нашем роду.

Ево зоре, ево дана,

Нема више партизана.

Ево зоре, ево тића,

Ево Јуре и Вокића.

Ево зоре, ево дана,

Ево Јуре и Бобана.

Они воде своју бојну,

Њоме бију тешку војну.

Твоја бојна брани Лику,

Бисер земље, нашу дику.
Остали стихови укључују ове:
На врх горе Романије

Усташки се барјак вије,

Развили га храбри момци,

Све усташе добровољци

На врх горе Романије

Пуна бачва од ракије

И њу пију храбри момци

Павелића добровољци!

Јуре зове, Бобан виче,

Хеј витеже Францетићу.

Ево зоре, Бобан виче,

Ево мене Поглавниче.
Године 1992. ова усташка песма је добила нову верзију од Дражена Зечића који је спевао албум Ево зоре ево дана у част грађанскога Рата у Хрватској.
Ево зоре, ево дана,

Ево Јуре и Бобана.

На врху горе Требевића,

У логору Францетића.

У логору Јуре сједи,

Својој војсци на бесједи.

Ој Хрвати, браћо мила,

Дубока је вода Дрина.

Дрину треба прегазити

А Србију запалити.

Кад је Дрину прегазио,

У ногу је рањен био,

Он не виче ајме мени,

Већ на кличе за дом спремни!